# Sägmühle (Sankt Wolfgang)

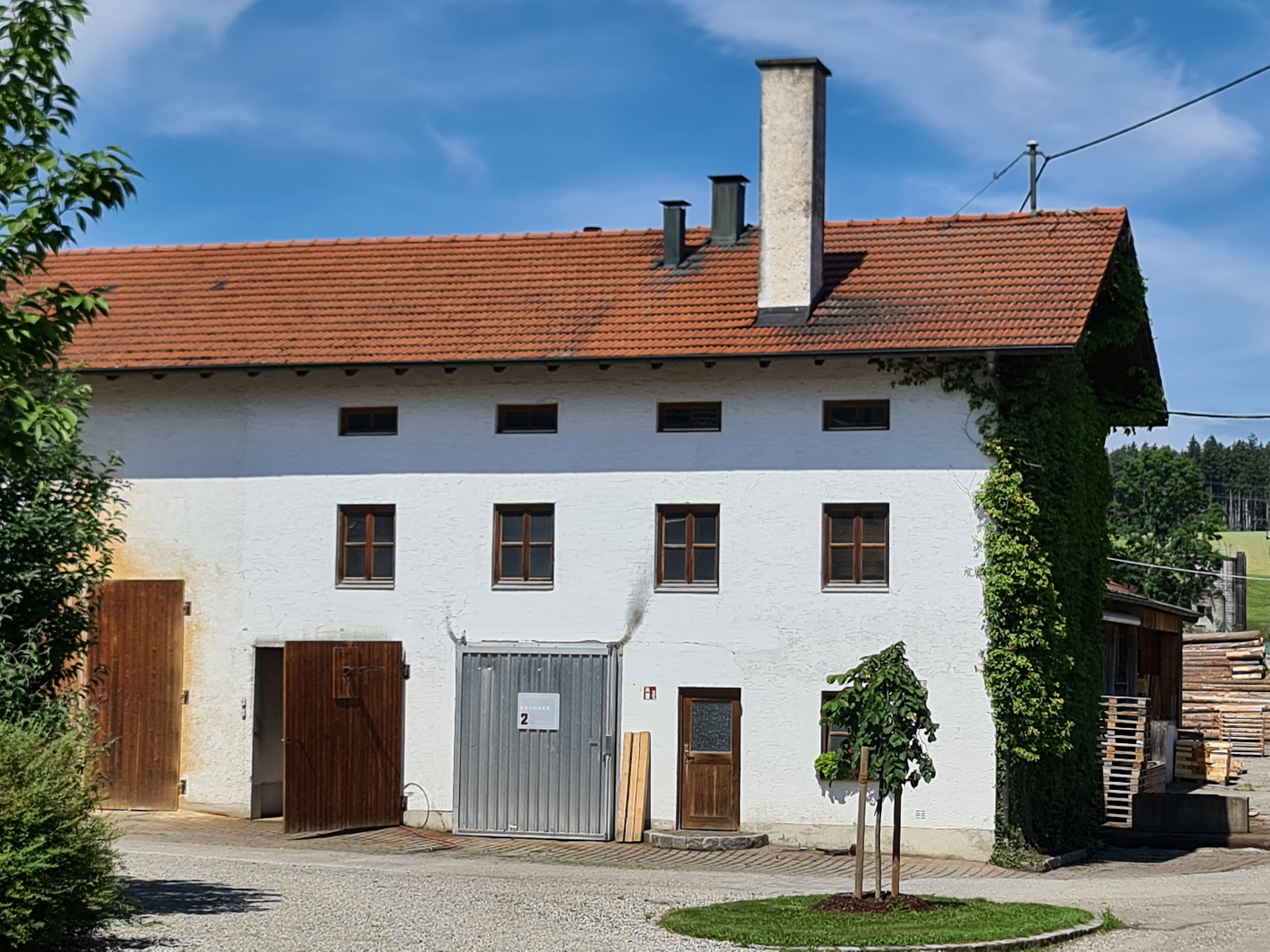
Sägmühle, Remise

Sägmühle ist ein Gemeindeteil von St. Wolfgang im oberbayerischen Landkreis Erding.

## Lage
Die Einöde Sägmühle liegt drei Kilometer nordnordöstlich des Rathauses des Gemeindehauptorts Sankt Wolfgang.

## Bevölkerungsentwicklung
Um 1871 gab es in Sägmühle sieben Einwohner. Im Mai 1987 lebten dort fünf Einwohner in einem Wohngebäude.
| Jahr      | 1871 | 1924 | 1950 | 1970 | 1987 |
| Einwohner | 7    | 16   | 11   | 8    | 5    |